# Халифа ибн Зайед ал-Нахаян
Шейх Халифа бин Зайед ал-Нахаян (на арабски: خليفة بن زايد بن سلطان النهيان) е 2-ри президент на Обединените арабски емирства и 18-ти емир на емирство Абу Даби.

## Биография
Роден е в град Айн, емирство Абу Даби на 25 януари 1948 г. Негов баща е Заид ибн Султан ал-Нахаян от емирската династия Ал Нахаян.
Завършва Кралска военна академия в Сандхърст, Великобритания.
През февруари 1967 г. става принц на Абу Даби, в което емирство се намират 80 % от запасите от нефт в Обединените арабски емирства. Става емир на емирство Абу Даби и автоманично президент на Обединените арабски емирства на 3 ноември 2004 г.